# محمدمهدی فولادوند
محمدمهدی فولادوند (۱ دی ۱۲۹۹ - ۱۵ مرداد ۱۳۸۷) استاد الهیات دانشگاه تهران و از مترجمان قرآن و نهج‌البلاغه و صحیفهٔ سجادیه به زبان فارسی بود.

## زندگی
محمدمهدی فولادوند فرزند محمدحسن فولادوند در سال ۱۲۹۹ خورشیدی در اراک متولد شد. در شهریور ۱۳۲۹ عازم پاریس شد و مدت چهارده سال در آنجا تحصیل کرد. فولادوند در این مدت در دانشگاه سوربن به تحصیل در رشتهٔ ادبیات، هنر، فلسفه و زبان‌شناسی عرب پرداخت. رسالهٔ دکتری وی پیرامون «عمر خیام» بود که بعدها به چاپ رسانید.
وی در آبان ۱۹۶۴ به تهران بازگشت و در دانشگاه‌ها و مراکز آموزش عالی، از جمله دانشکدهٔ الهیات دانشگاه تهران و دانشگاه امام صادق دروسی چون فلسفه، زیباشناسی، زبان فرانسه، تاریخ مذاهب و فرهنگ ایران را تدریس کرد. فولادوند نزدیک ۳۰ جلد کتاب به فارسی و فرانسه منتشر کرده‌است. وی در روز ۱۵ مرداد ۱۳۸۷ درگذشت.
شهرت فولادوند بیشتر به‌سبب ترجمهٔ او از قرآن بود. وی در سال ۱۳۴۵ جزوه‌ای به نام «گل‌هایی از قرآن» را در تهران منتشر کرد، در حالی که به‌جز ترجمهٔ مهدی الهی قمشه‌ای و ابوالقاسم پاینده ترجمه فارسی دیگری از قرآن در دسترس نبود. این جزوه مورد اقبال قرار گرفت و این استقبال تا آنجا بود که محمدعلی جمال‌زاده نامه‌ای در تجلیل مترجم نوشت و از وی خواست تا این کار را تا پایان قرآن ادامه دهد.
فولادوند به دو زبان فارسی و فرانسه شعر می‌گفت. دیوان اشعار فارسی وی به ۲۰ هزار بیت و اشعار فرانسهٔ او به ۷۰۰ صفحه بالغ می‌شود. تخلص او در اشعار فارسی‌اش «مهدا» بود.

## آثار فولادوند
از وی آثار تألیفی و به‌ویژه ترجمه‌ای فراوانی باقی مانده‌است.

### ترجمه‌ها
محمدمهدی فولادوند رباعیات خیام را از فارسی به فرانسه ترجمه کرده‌است. محمدجواد کمالی در کتاب «کتابشناسی ادبیات فارسی در زبان فرانسه» علاوه بر درج اطلاعات مربوط به چاپ‌های مختلف این ترجمه، نمونه‌هایی از ترجمهٔ او را در کنار ترجمه‌های مترجمان فرانسوی از رباعیات خیام آورده است. برخی از دیگر ترجمه‌های فولادوند عبارت‌اند از: قرآن، نهج‌البلاغه، اقتصادنا محمدباقر صدر و المنقذ من الضلال (رهایی از گمراهی) غزالی به زبان فارسی.
وی همچنین مترجم دعای کمیل به فرانسه است.
از دیگر ترجمه‌های او می‌توان به مادام بواری اثر گوستاو فلوبر اشاره کرد.

### تألیفات
- خیام‌شناسی
- قرآن‌شناسی

* نخستین درس از زیباشناسی

## معرفی ترجمه
ترجمه قرآن به زبان فارسی توسط فولادوند در سال ۱۳۷۳ توسط دفتر مطالعات تاریخ و معارف اسلامی با ویرایش محمدرضا انصاری و سید مهدی برهانی منتشر شده‌است.
بهاءالدین خرمشاهی در توصیف ترجمهٔ فولادوند می‌نویسد: «بدون اغراق ترجمه فولادوند از بهترین ترجمه‌های موجود به زبان فارسی است». ترجمه فولادوند ترجمه‌ای است به فارسی امروزی و بدون گرایش‌های خاص افراطی است، یعنی نه فارسی‌گرایی مفرط دارد نه عربی‌گرایی مفرط. علاوه بر این یکی از ویژگی‌های کم‌نظیر ترجمه حاضر ارائهٔ یک ترجمه آهنگین در سوره‌های مکی انتهای قرآن است.

### ویژگی‌های ترجمه
محمدعلی کوشا قرآن پژوه و منتقدِ ترجمه‌های ممتاز قرآن، ویژگی‌های ترجمه فولادوند را این گونه برمی شمارد:
- نوع ترجمه: روش ترجمه آمیخته‌ای از دو روش ترجمه محتوایی و ترجمه تحت‌اللفظی است، یعنی ارائه یک نثر روشن و شیوا و در عین حال مطابق با متن آیات.
- نثر ترجمه: اسلوب و زبان ترجمه به فارسی امروز، ساده و در عین حال شیواست.
- مطابقت با متن: این ترجمه از مطابقت بی‌نظیر با اصل کلام الاهی برخوردار است. محمدعلی کوشا مهم‌ترین ویژگی ترجمه فولادوند را مطابقی بودن آن می‌داند[۸]
- توضیحات: توضیحات مختصری شامل ظاهر کردن مراجع ضمیر، حرف ربط و دیگر افتادگی‌ها دارد که به دقت در داخل قلاب قرار گرفته‌است.
- هماهنگی شیوه ترجمه: روش مترجم به صورت یکسان در سراسر ترجمه حفظ شده‌است.
- هماهنگی در ترجمه واژه‌های مشابه: رعایت این مسئله مورد توجه مترجم بوده‌است. و در سراسر ترجمه توفیقات خوبی داشته‌است.